# Graf Yoster gibt sich die Ehre
Graf Yoster gibt sich die Ehre ist eine Fernsehserie der ARD, die von 1967 bis 1976 von der Bavaria Atelier GmbH produziert wurde. An den Drehbüchern arbeitete das Autorengespann Rolf und Alexandra Becker mit. Die Titelmusik stammt von Peter Fischer. Ausgestrahlt wurde die Serie im Vorabendprogramm der ARD, in Frankreich zeigte man sie 1969 unter dem Titel Le Comte Yoster a bien l’honneur. Die Serie erschien 2010 und 2022 komplett auf DVD.

## Handlung
Graf Yoster, der „Gentleman-Detektiv“ oder „Krimigraf“, klärt Verbrechen auf vornehme Art und Weise auf. Unterstützt wird er von seinem Diener und Chauffeur Johann. Die Kriminalfälle ereignen sich meist in Kreisen der sogenannten „höheren Gesellschaft“, es handelt sich beispielsweise um die Fälschung einer kostbaren Violine oder um die Machenschaften eines dubiosen Finanzierungsinstituts. In den ersten drei Staffeln bis 1970 beginnt jede Episode im Hof des Schlosses. Graf Yoster steht jedes Mal reisefertig vor der Tür und gibt Johann das Ziel seiner Reise an. Johann erwidert dies meist damit, dass er es schon weiß, da er meist die Post heimlich gelesen oder die Zeitung gut studiert hat. Ab 1974 fährt der Wagen des Grafen durch den Torbogen, Johann steigt aus und stellt den Grafen dem Zuschauer vor.
In der vierten Staffel lebt plötzlich auch „die meschuggene Duchesse“ (Johann) auf dem Schloss: Herzogin Charlotte de Montferrat, Nichte und Mündel des Grafen. Ihre Eltern sind „schon seit vielen Jahren tot“. Eine ähnliche Figur wurde bereits in Staffel 3 eingeführt („Die Erbschaft“); dort allerdings hieß sie Irene Herzogin von Ghostshire. Charly unterstützt den Grafen meist bei seinen Ermittlungen, verliebt sich mal in Täter, mal in Opfer und strapaziert mit regelmäßigen Streichen besonders Johann. Eine Berufsausbildung hat sie offenbar nicht nötig, beschäftigt sich aber ernsthaft mit Limakologie (Wissenschaft von Schnecken).
Die Fälle sind unterschiedlich angelegt. Meist kennt der Zuschauer den Täter oder es gibt mehrere mögliche Täter. Das Augenmerk liegt hierbei mehr auf der Art, wie Yoster auf die Lösung kommt und den Täter überführt.

## Hauptpersonen
Lukas Ammann spielt den Kriminalschriftsteller Graf Yoster, Wolfgang Völz dessen Diener Johann, der eine kriminelle Vergangenheit aufweist, eigentlich Johann Gotthold Weinhofer heißt und früher Konditor war. Der Reiz der Serie liegt im Kontrast zwischen den beiden Protagonisten, der zu humorvollen Situationen und Dialogen führt. Yoster ist die klischeehafte Personifizierung eines distinguierten Grafen, der meist mit besonderer Beobachtungsgabe die Fälle recherchiert und löst. Johann ist bodenständig, jovial und Frauenbekanntschaften nicht abgeneigt. In vielen Fällen trifft er auf alte Zellengenossen, die meist für den Täter arbeiten. In zwei Folgen (Wie macht man einen Krimi? und Johann hier und Johann da) spielt Völz sogar eine Doppelrolle.

## Nebendarsteller
Bemerkenswert für eine deutsche Serie ist es, dass man auch Nebendarsteller bekannter britischer und französischer Filme oder Fernsehserien zu sehen bekommen konnte. Dazu spielen in der Serie viele Synchronsprecher mit, die der Zuschauer nur durch ihre markante Stimme kennt.

## Produktion
Die Serie wurde in fünf Staffeln produziert, ab Folge 26 (1969) in Farbe. Jede Folge hatte eine Länge von 25 min. Für die vierte Staffel wurde die Episodenlänge auf 50 min verdoppelt, die allerdings als Zweiteiler (2 × 25 min, jeweils am selben Tag) ausgestrahlt wurden. In der Literatur wird daher die Anzahl der Folgen sowohl mit 62 als auch mit 76 angegeben. Die fünfte Staffel besteht aus zwölf einzelnen Folgen; davon gehören jedoch immer zwei zusammen, da die jeweils zweite Folge an der Handlung der vorherigen anknüpft. Deutlich wird dies zum Beispiel im Titel der Folgen Zubaidas Traum und Zubaidas Wirklichkeit. Für die Regie waren bekannte deutsche Film- und Fernsehregisseure verantwortlich, wie Michael Braun, Georg Tressler, Heinz Wilhelm Schwarz oder Imo Moszkowicz.
Lukas Ammann erhielt die Rolle des Grafen Yoster, nachdem zuvor Albert Lieven, Adolf Wohlbrück und Richard Münch abgelehnt hatten.

## Ausstattung

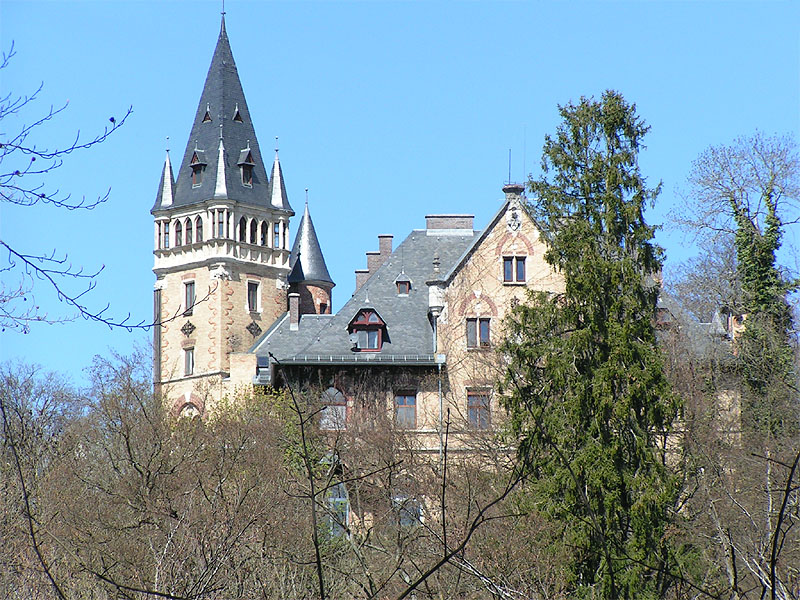
Schloss Pähl, das Graf Yoster in den ersten Staffeln bewohnt.

Das Schloss des Grafen war in den ersten Staffeln das Hochschloss Pähl im Landkreis Weilheim-Schongau. Ab 1974 war dies Schloss Isareck in Wang bei Moosburg.

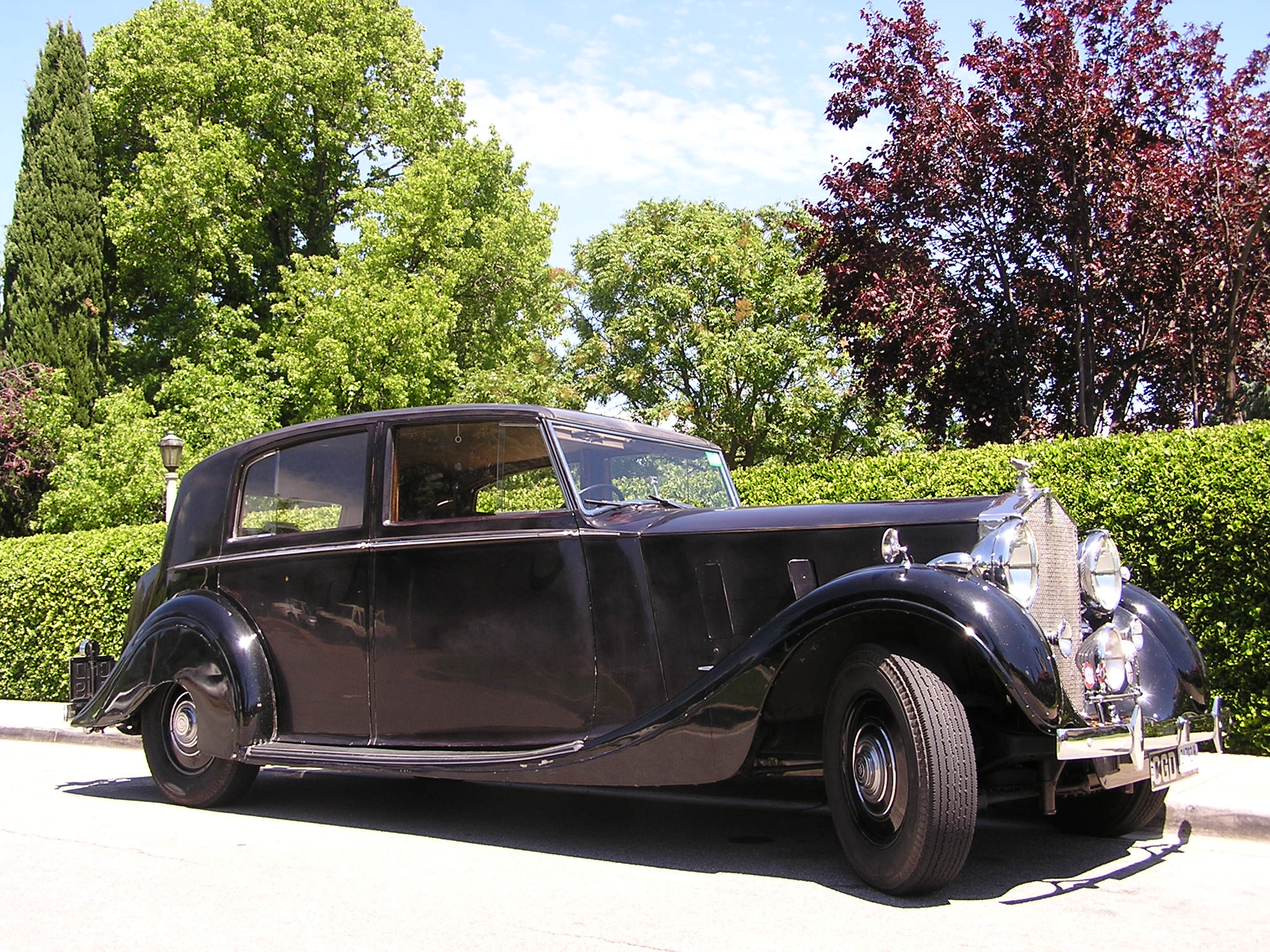
Rolls-Royce Phantom III

Bei dem Wagen des Grafen handelt es sich in den Schwarz-Weiß-Staffeln bis 1970 um einen Rolls-Royce 25/30 hp mit dem Kennzeichen M-Y 001 und in den beiden Staffeln ab 1974 um einen Rolls-Royce Phantom III mit dem Kennzeichen M-CY 75. Beide Wagen haben eine Minibar, Telefon und Graf Yosters Wasserpfeife. Tatsächlich wurden Kennzeichen mit vorangestellten Nullen niemals vergeben, und auch Autotelefone waren damals im Ausland nicht benutzbar.